# Ława kominiarska

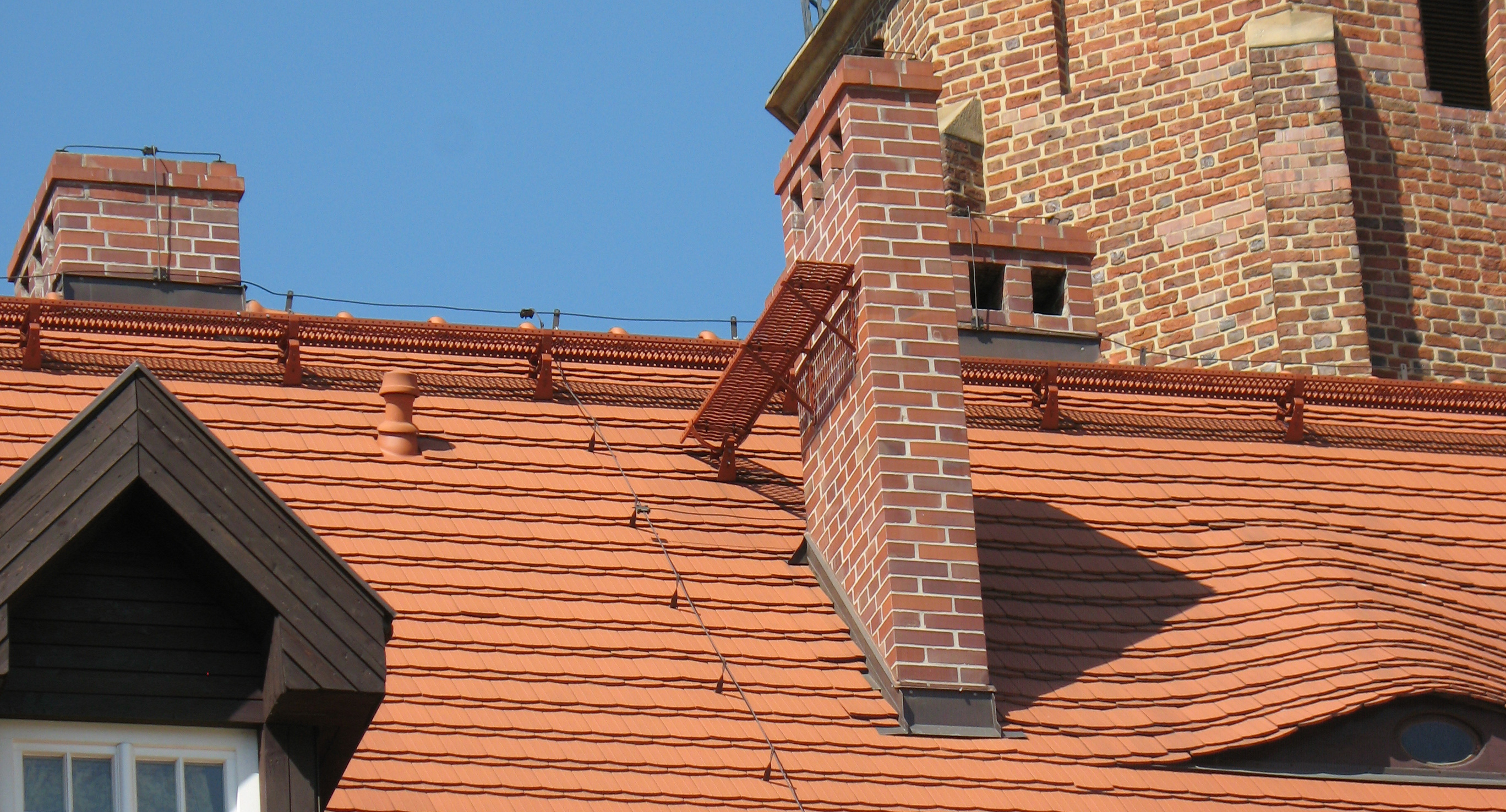
Ława kominiarska przy kominie i wzdłuż kalenicy

Ława kominiarska – wąska kratka lub deska mocowana na wspornikach ze stali ocynkowanej. Montowana jest na dachach o dużych spadkach. Ławę kominiarska umieszcza się na połaci dachowej, prostopadle lub równolegle do kalenicy od wyłazu dachowego do komina. 
Ława prowadzi od wyjścia na dach do kominów i wzdłuż komina tak, aby umożliwić pracę kominiarzowi. 